# Atherton Tablelands
Die Atherton Tablelands sind ein Hochland südwestlich von Cairns und nordwestlich von Innisfail im australischen Bundesstaat Queensland. Es ist Teil der Great Dividing Range, die sich an der australischen Ostküste entlangstreckt.
Die wichtigsten Städte sind Atherton, Kuranda, Yungaburra, Mareeba, Malanda und Millaa Millaa.

## Geologie
Die ältesten Gesteine dieser Landschaft waren Granite, die von anderen Gesteinen bedeckt und verändert wurden. Vulkane eruptierten auf dieser ursprünglichen Basis Basalt. Die alten Granite, die so in tiefere Erdschichten gedrückt wurden, wurden erhitzt und bewegten rhyolitische Lava, die an die Erdoberfläche trat und schnell erkaltete. Die in diesem Prozess erfolgende Mineralisation erzeugte Erze wie Gold, Kupfer und Zink in den Hodgkinson-Bergen und Zinn und Wolfram in den Graniten.
Vulkane entstanden in den Tablelands vor 3,9 bis 1,6 Millionen Jahren, aber es gibt eine Reihe von Vulkankegeln, die vor weniger als 200.000 Jahren entstanden, wie der Mount Quincan und The Pinnacles.
Als die Lava austrat, floss sie entlang der Flusstäler und erstarrte abkühlend zu Basalt bis zu einer Dicke von mehreren Metern. Es entstanden Schildvulkane mit abgeflachten Kraterhängen, die sich 5 bis 10 Kilometer weit ins Atherton Tableland erstrecken. Der ursprünglich dunkle Basalt verwitterte im Laufe der Zeit teilweise rot oder zu Ton. Die Erosion erzeugte Einschnitte in die Flanken der Vulkane, wie beispielsweise am Bones Knob Volcano, Malanda Volcano bei Meeragallen und bei Glendinning am Windy Hill. Aschen- und Schlackenkegel und Maare entstanden. Kleine Vulkanhügel erhoben sich 40 bis 80 Meter über dem Gelände und stießen dabei wenig Lava aus. Allerdings ist der Mount Quincan 170 Meter hoch und bedeckt eine Fläche im Umkreis von 0,5 bis 1,5 km, die Vulkanische Asche und Schlacke enthält, wie in einem dort gelegenen Steinbruch zu erkennen ist. Die Maare, wie das Bromfield Swamp, entstanden, als glühendheiße Lava in Kontakt mit Grundwasser geriet. Die dabei entstehenden Explosionen erzeugten Krater, die großflächig in einer relativ geringen Tiefe mit Wasser gefüllt wurden.

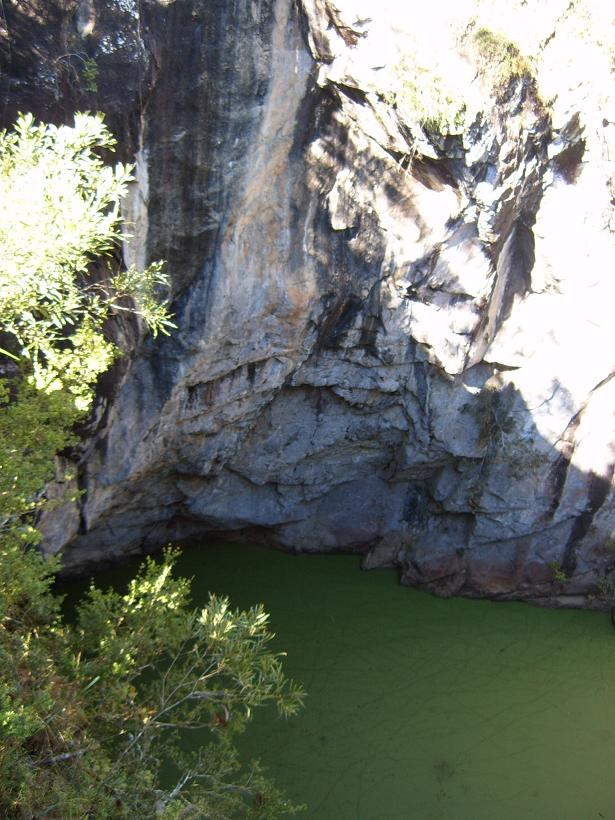
Mount Hypipamee

In den Atherton Tablelands gibt es vier geologische Vulkanformen: Kegelförmige Hügel wie The Pinnacles, Aschen- und Schlackenkegel wie der Mount Quincan, Maare wie Lake Barrine und Lake Eacham oder Sümpfe wie das Bromfield Swamp und der Lynch’s Crater. Die Aschen- und Schlackenhügel sind jünger als die Schildvulkane. Der Krater des Mount Hypipamee bildet eine Ausnahme, denn er ist durch eine große Gasexplosion entstanden, bei der Granitmassen abgesprengt und nur geringe Mengen Lava ausgeworfen wurden.

## Geschichte
Die ersten Siedler wurden in den 1870er Jahren durch Gold auf die Atherton Tablelands gelockt; später kamen viele wegen Zinns hierher. Der Einschlag von Holz und dessen Weiterverarbeitung lösten ebenso wie die Landwirtschaft schon bald die Suche nach Bodenschätzen ab.
Der Name der Landschaft geht auf John Atherton (1837–1913) zurück, der in frühen Jahren der europäischen Besiedlung Viehherden in dieses Gebiet trieb.

## Charakter

### Erhebungen
Die Höhe beträgt zwischen 600 und 1000 m. Im Süden der Atherton Tablelands liegen die zwei höchsten Berge Queenslands, Mount Bartle Frere (1657 m) und Mount Bellenden Ker (1591 m), die aus Granit bestehen.

### Flora
Riesige Flächen tropischen Regenwalds bedeckten einst die Atherton Tablelands, doch schafften es die ersten Siedler, diesen bis auf ein paar kleinere Gebiete zu roden und zu Bauholz zu verarbeiten. Deswegen sind weite Flächen der Atherton Tablelands heute landwirtschaftlich nutzbar. Der verbleibende Regenwald liegt häufig an den zur Küste sehr steil abfallenden Hängen. Trotz allem ist der verbleibende Regenwald sehr beeindruckend und ein idealer Lebensraum für unzählige Tierarten.

### Fauna
In den Regenwaldgebieten gibt es unzählige Tierarten. Besonders hervorzuheben sind das seltene Lumholtz-Baumkänguru, der Lemuren-Ringbeutler, das Schnabeltier und die dort endemisch vorkommenden Herbert-River-Ringbeutler und Queensland-Kusus. Eine Unterart des Seidenlaubenvogels, die vorwiegend in tropischen Bergregenwäldern lebt, erreicht hier ihre geringste Höhenverbreitung. Die Atherton-Tablelands sind außerdem das Verbreitungsgebiet des Viktoria-Paradiesvogels.

## Klima
Die Atherton Tablelands liegen in den Tropen und erfahren deshalb nur zwei Jahreszeiten. Der Sommer wird als Regenzeit (wet season), und der Winter als Trockenzeit (dry season) bezeichnet. Die niedrige Luftfeuchtigkeit im Sommer wird „natural aircondition“ genannt. Im Winter herrscht ein kühles, aber mildes Klima. Der gute Boden und die ergiebigen Regenfälle machen die Atherton Tablelands zu einer günstigen Gegend in Queensland.
Durchschnittliche Temperaturen
- Sommer 17–35 °C
- Winter 5–22 °C

## Verkehrsanbindung

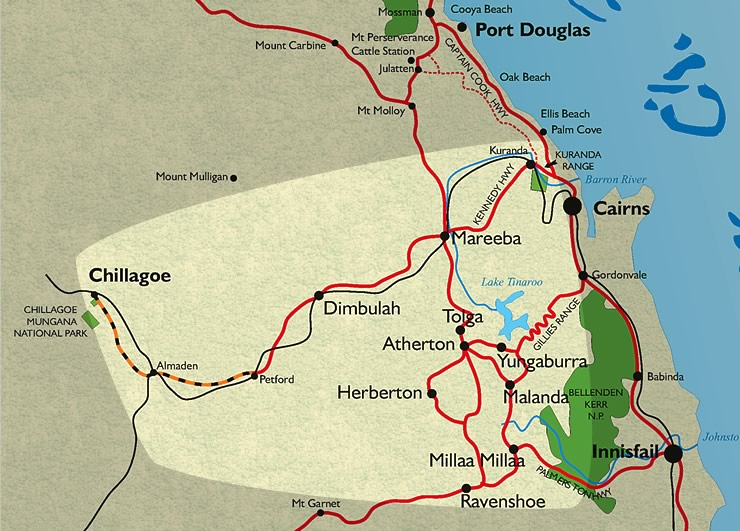

Man kann die Atherton Tablelands auf unterschiedliche Weise erreichen und erforschen. Die Verbindung per Zug/Gondel von Cairns nach Kuranda eignet sich besonders für Tagestouristen. Weiterhin gibt es Busverbindungen von Cairns zu den Hauptorten der Atherton Tablelands. Das beste Verkehrsmittel ist immer noch das Auto, um die vielen kleinen und großen Attraktionen anzusteuern.
Um von der Küste auf die Atherton Tablelands zu gelangen, kann man die folgenden Straßen benutzen:
- Palmerston Highway von Innisfail nach Millaa Millaa
- Gillies Highway von Gordonvale nach Yungaburra und Atherton
- Kennedy Highway von Cairns nach Kuranda und Mareeba
- Peninsula Developmental Road von Cooktown und Mossman nach Mareeba

## Wirtschaft
Die nährstoffreiche Vulkanerde macht aus den rollenden Hügeln sehr ertragreiches Ackerland und Wiesen.

## Attraktionen
Die Atherton Tablelands sind sehr abwechslungsreich in Flora, Fauna, Landschaft und Kultur. Daraus ergeben sich sehr viele Freizeitmöglichkeiten, wie z. B.: Höhlentouren, historische Eisenbahnfahrten, Bootsausflüge, Wassersport, Gondelfahrten über den Regenwald, Wandertouren (bushwalking), Vogelbeobachtung, Reitausflüge und vieles mehr. In den Atherton Tablelands liegt der Crater-Lakes-Nationalpark mit den beiden Kraterseen Lake Eacham und Lake Barrine sowie der Stausee Lake Tinaroo mit dem angrenzenden Danbulla-Nationalpark.
Von Cairns nach Kuranda gelangt man entweder mit einem historischen Zug oder per Gondelfahrt oberhalb des Regenwalds. Für den Rückweg an die Küste kann man das jeweils andere Verkehrsmittel benutzen.
In Yungaburra steht der Curtain Fig Tree, ein Gewächs, das dadurch entstand, dass ein von einer Würgefeige umwachsener Baum abstarb und auf einen anderen Baum kippte. Die herabhängenden Wurzeln der Feige sehen aus wie ein Vorhang.
Östlich von Millaa Millaa gibt es den Waterfall Circuit, der für 15 km vom Highway abzweigt und an drei Wasserfällen vorbeiführt, unter anderem auch an den sehenswerten Millaa Millaa Falls.

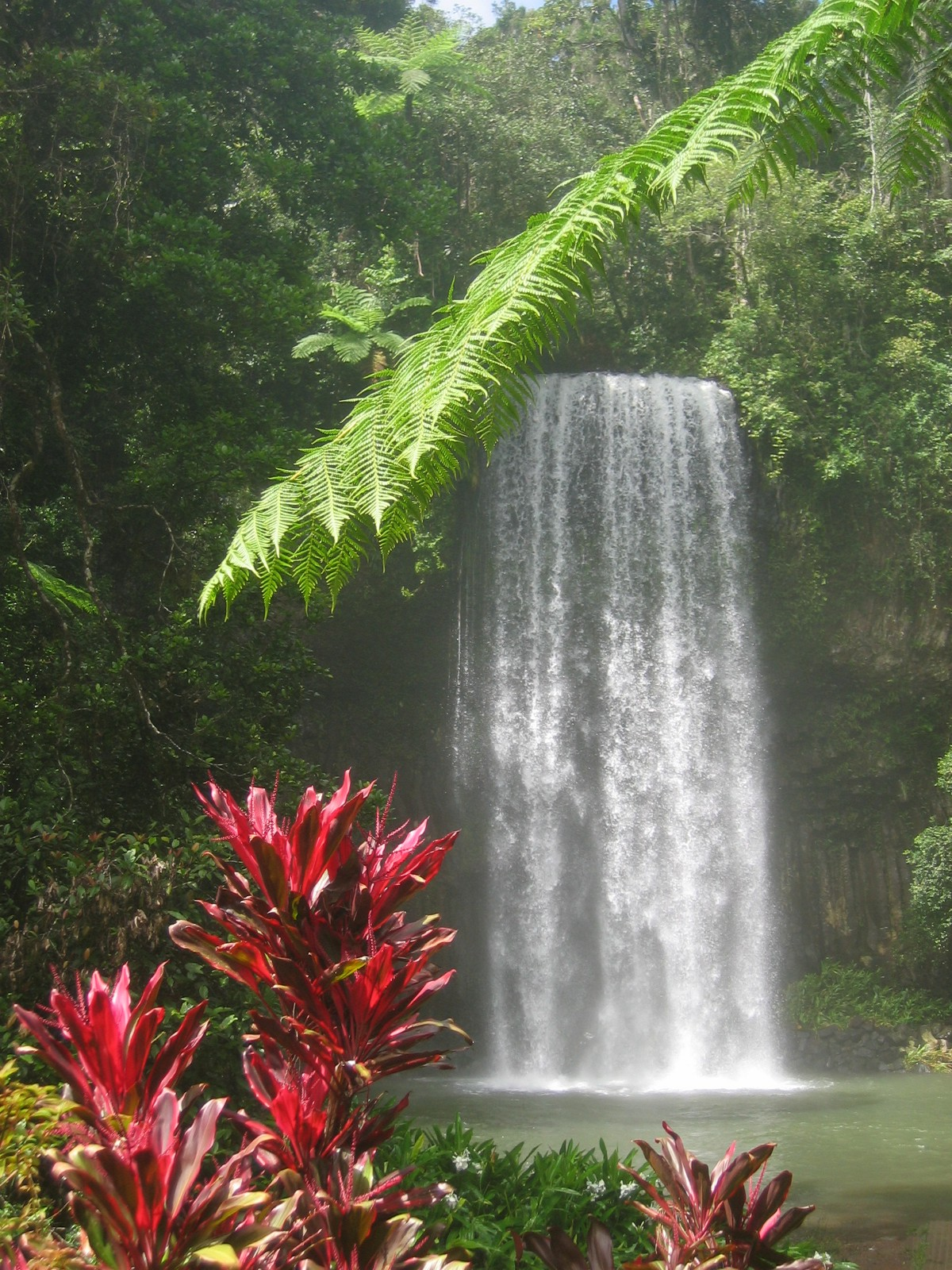
Millaa Millaa Falls
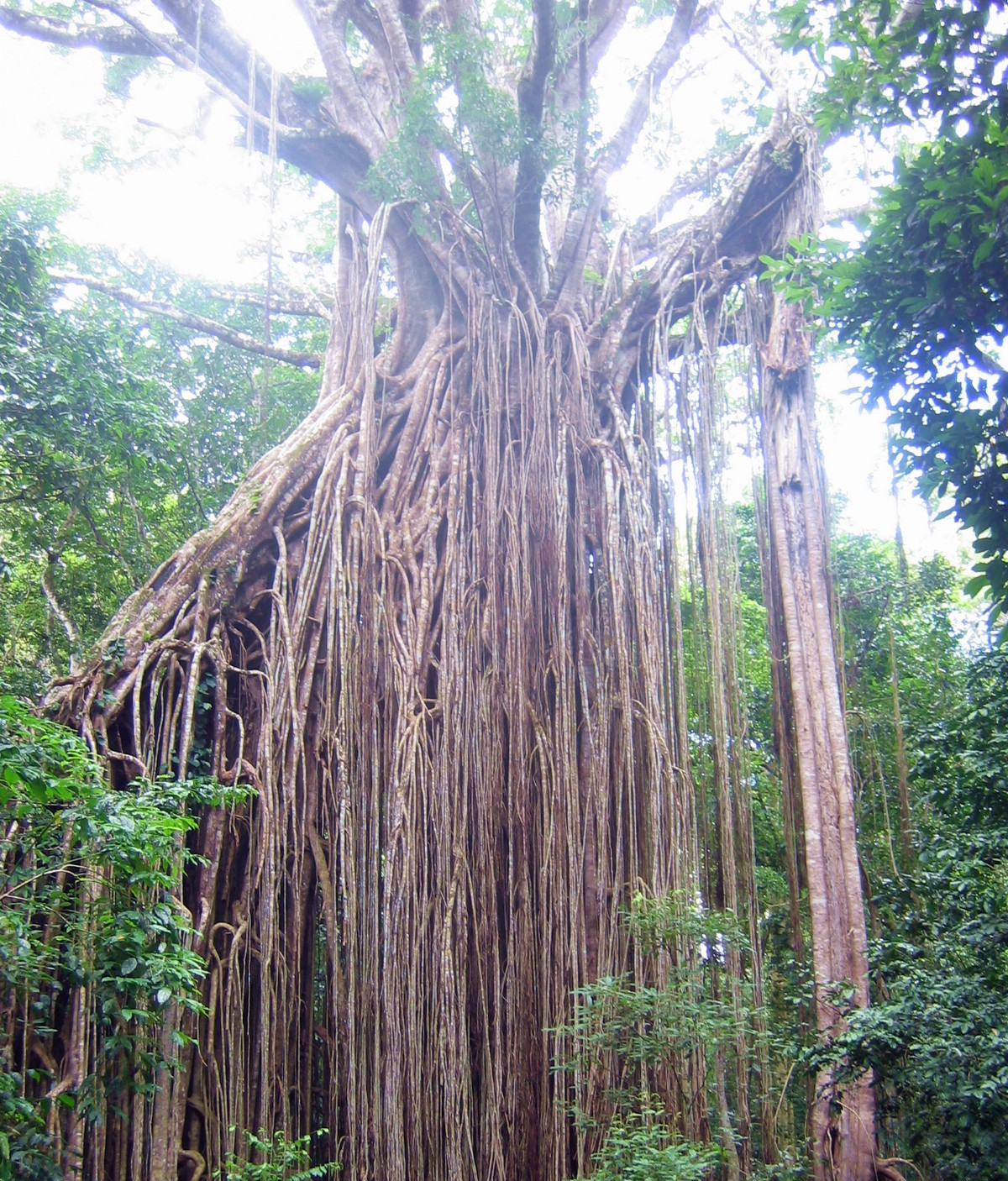
Curtain Fig Tree
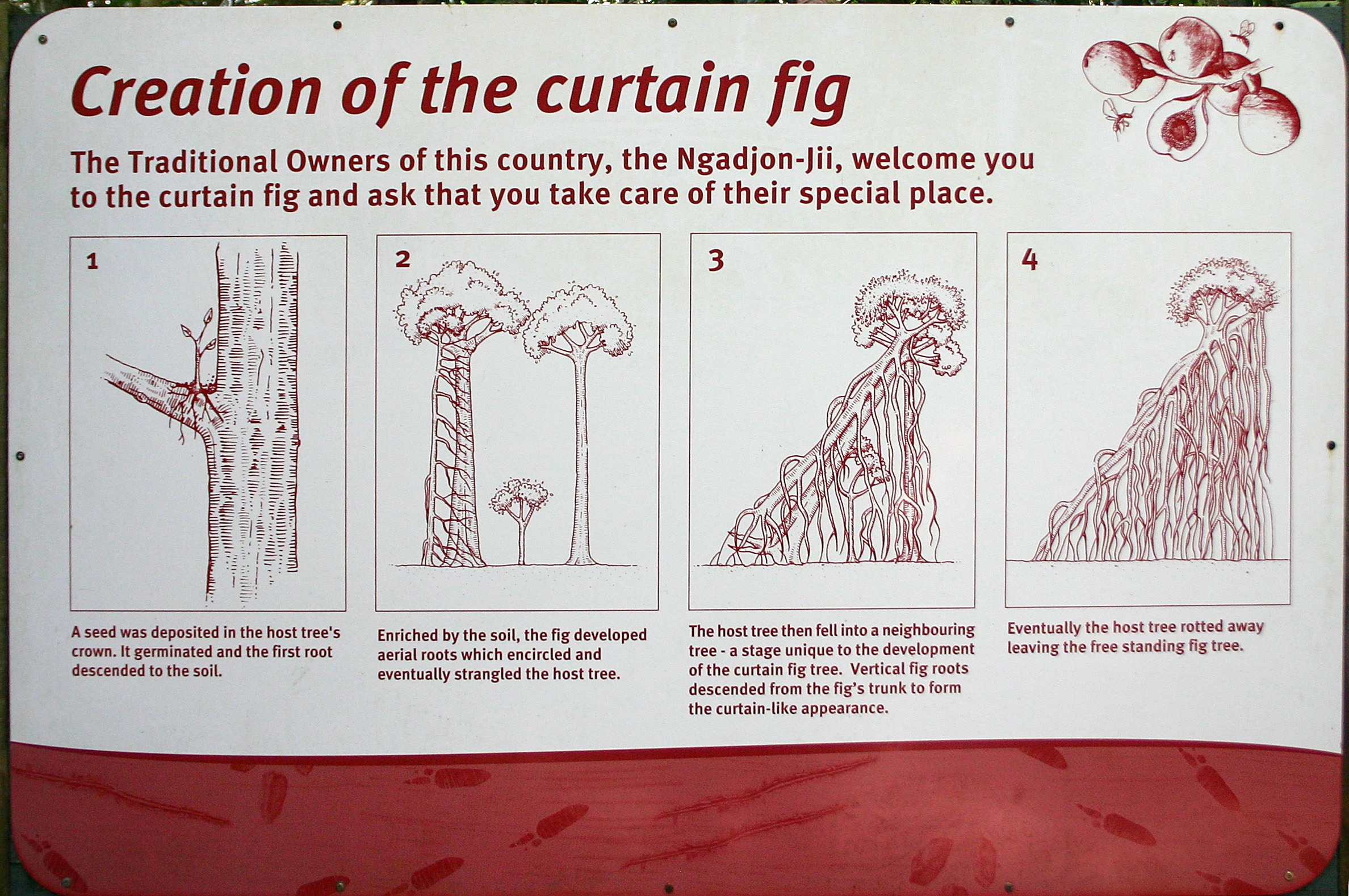
Entstehung des Curtain Fig Tree